# 梅瑙球場
梅瑙球場（法語： [stad də la mɛno]，俗稱“La Meinau”），是一座位於法國史特拉斯堡的專用足球場，是史特拉斯堡競賽會的主場，體育場可容納26,109名觀眾。梅瑙球場還舉辦過多次國際比賽，包括1938年世界盃十六強、1984年歐洲國家盃兩場分組賽及1987–88年歐洲盃賽冠軍盃決賽，也被用作舉辦1988年約翰保羅二世彌撒。

## 外部連結
- WorldStadiums.com entry （页面存档备份，存于）
- Page on the club's website （页面存档备份，存于）
- Racingstub fact sheet（页面存档备份，存于）
- Racingstub stadium history（页面存档备份，存于）
- Racingstub attendance stats （页面存档备份，存于）
- History at MCSinfo

| 前任： 斯皮里宗·路易斯運動場 雅典 | 歐洲盃賽冠軍盃 決賽比賽場地 1988年 | 繼任： 雲克多夫球場 伯爾尼 |